# Список іноземних добровольців, загиблих під час російського вторгнення в Україну (2022)
У цьому переліку наведені усі задокументовані смерті серед іноземних добровольців протягом 2022 року, що брали участь у бойових діях.
Це частина статті Список іноземних добровольців, загиблих під час російського вторгнення в Україну (Україна)

## Список
| №   | Прізвище та ім'я                  | Про особу | Дата смерті                | Обставини загибелі |
| --- | --------------------------------- | --- | -------------------------- | --- |
| 1   | Кіш Шандор Шандорович             | головний старшина, начальник групи секретного документального забезпечення служби охорони державної таємниці 29 ДННК Військово-Морських Сил Збройних Сил України, відзначився у ході російського вторгнення в Україну. В ЗС України — з 18 січня 2012 року. Був свідком і безпосереднім учасником подій під час Тимчасової окупації Росією АР Крим і Севастополя. На той час проходив службу на морському тральщику «Чернігів» та в складі екіпажу «Черкас» — корабля, який намагався стояти до останнього і, навіть після захоплення росіянами, залишився із прапором ВМС ЗС України. Виконав епізодичну роль у фільмі про останній корабель України в Криму «Черкаси». Брав участь в АТО. Загинув в перші дні війни, 24 лютого 2022 року (орієнтовно), захищаючи Україну в м. Очакові на Миколаївщині | 24 лютого 2022             | (29 років) м. Очаків Миколаївська область, Україна |
| 2   | Валерій Джичошвіл                 | Грузія | 28 лютого 2022             | Загинув в Харківська область |
| 3   | Іван Мінков                       | с. Криничному Болградського району Одеської області. Навчався та здобув середню освіту в місцевому Криничненському ліцеї. Під час російського вторгнення в Україну в 2022 році був солдатом, водієм мінометної батареї механізованого батальйону 1 ОТБр | 26 лютого 2022             | 26 лютого 2022 (20 років) поблизу м. Чернігова, Україна |
| 4   | Рибачек Томаш                     | 50 років, Чехія. Прибув в Україну 28 лютого 2022 року. До Великої війни працював чеським далекобійником, цікавився Україною. Працював волонтером | 2 березня 2022             | Зник 2 березня 2022 року, його тіло знайшли 9 травня поблизу міста Макарів Київської області. Загинув                                                                                                  |
| 5   | Хренов Ілля                       | 27 років, Мінськ, Білорусь. Позивний «Литвин». Боєць білоруської роти територіальної оборони окремого загону спеціального призначення «Азов». Виріс у багатодітній родині. Навчався в автомеханічному технікумі. 2014 року разом із другом поїхав воювати за Україну. | 4 березня 2022             | З березня під час битви за Бучу він був поранений. Бійця госпіталізували і прооперували, але на наступний день він помер.                                                                              |
| 6   | Олег Гегечкорі                    | Грузія | 8 березня 2022             | Загинув біля Києва |
| 7   | Скобля Олексій                    | 14 березня 1990, м. Мінськ, Білорусь. Позивний «Тур». Старший сержант, заступник командира групи 8 оп СпП. У 2015 році приєднався до тактичної групи «Білорусь», яка воювала в складі ДУК «Правий сектор». У 2016 році підписав контракт на військову службу з 8 опСпП. Брав участь у серйозних виходах у складі підрозділу. Подав документи на отримання українського громадянства. Герой України (посмертно). Нагороджений орденом «За мужність» II ступеня (посмертно). | 13 березня 2022            | У складі групи спецпризначенців потрапив у засідку поблизу м. Києва. Отримав поранення, але наказав групі відійти, прикривши її відхід ціною власного життя.                                           |
| 8   | Ратіані Давид                     | 42 роки, Селище Местія, Грузія. Позивний «Дато». Служив у збройних силах Грузії 25 років. У 1990-х роках воював в Абхазії. У 2008 році на серпневій війні. У 2014 році він був в Афганістані, в «місії сильної підтримки» НАТО, де під час одного з терактів зміг врятувати життя людини. У 2019 звільнився зі Збройних сил за віком. Кулеметник ЗС України (підрозділ — не уточнено). Після початку повномасштабного російського вторгнення вирушив в Україну як доброволець. | 18 березня 2022            | Допомагав французькому солдату, який отримав пошкодження ноги, дістатися пункту збору. Загинув на місці в результаті підриву на міні поблизу міста України Ірпеня в передмісті Києва.                  |
| 9   | Беріашвілі Георгі                 | 45 років, Грузія. Позивний «Беро». З 1999 року його навчали американські інструктори. В МВС працював до 2020 року. Він був полковником. На війні 2008 року отримав два ордени за мужність і честь. Військовослужбовець ЗС України (підрозділ — не уточнено). Після початку повномасштабного російського вторгнення вирушив в Україну як доброволець. | 18 березня 2022            | Загинув у бою з російськими окупантами поблизу міста України Ірпеня в передмісті Києва. |
| 10  | Чікобава Бахва                    | 54 роки, Грузія. Боєць окремого загону спеціального призначення «Азов» НГУ. Учасник російсько-грузинської війни 2008 року. До 2012 року очолював департамент з особливих завдань поліцейського управління Самегрело та Земо-Сванеті. У 2014 році переїхав до України та вступив до батальйону «Азов». Сергій Коротких казав, що Чікобава був одним з тих, хто вигадав стратегію оборони Маріуполя. | 19 березня 2022            | Загинув в результаті артилерійського удару під час оборони м. Маріуполя. |
| 11  | Едуард Варга                      | ВАРГА Едуард Вікторович, 06.08.1997 р.н. після закінчення середньої школи одразу пішов на військову службу до Державної прикордонної служби, з якої звільнився у 2019 році. Однак, вдома сидів не довго – хотів служити своїй Батьківщині у Збройних Силах України. З грудня 2021 року проходив військову службу у 10 бригаді, у складі якої і віддав своє життя за наше майбутнє, захищаючи Київ від російських загарбників. | 23 березня 2022            | захищаючи Київ від російських загарбників |
| 12  | Сойко Святослав                   | 32 роки, Росія. Воював в «Французькому легіоні». 26 лютого 2022 року повернувся до України, став солдатом, розвідником розвідувального взводу піхотного батальйону 128 ОГШБр. Має орден «За мужність» III ступеня. | 24 березня 2022            | Загинув в селі Мирне Запорізької області. |
| 13  | Бутусін Роман                     | 5 липня 1997, Росія. Мешканець Калуської міської громади (Івано-Франківська область). Військовослужбовець 16 ОМпБ 58 ОМПБр. З багатодітної сім'ї, яка вісім років тому переїхала на постійне місце проживання з РФ до України. Закінчив НАСВ ім. Петра Сагайдачного. В 2020 році уклав контракт зі ЗС України. 9 місяців провів в зоні ООС. | 24 березня 2022            | Загинув в бою з агресором на околиці с. Лукашівки на Чернігівщині. Місце загибелі сина знайшов батько, доброволець Олег Бутусін. Похований на міському цвинтарі м. Калуша на Івано-Франківщині.        |
| 14  | Бутусін Леонід                    | 27 квітня 2001, Росія. Мешканець Калуської міської громади (Івано-Франківська область). Військовослужбовець 16 ОМпБ 58 ОМПБр. З багатодітної сім'ї, яка вісім років тому переїхала на постійне місце проживання з РФ до України. Навчався в Прикарпатському військово-спортивному ліцеї-інтернаті. Після закінчення навчання в ліцеї був призваний на військову службу та у 2020 році уклав контракт зі ЗС України. Дев'ять місяців брав участь в бойових діях в зоні ООС. | 24 березня 2022            | Загинув в бою з агресором на околиці с. Лукашівки на Чернігівщині. Місце загибелі сина знайшов батько, доброволець Олег Бутусін. Похований на міському цвинтарі м. Калуша на Івано-Франківщині.        |
| 15  | Апанасовіч Дмитро                 | 15 серпня 1989, Сморгонь, Білорусь. Позивний «Терор». Доброволець білоруського батальйону ЗСУ імені Кастуся Калиновського. Займався рукопашним боєм у рідному місті. Потім вступив до лав білоруської армії в 38-му повітряно-десантну бригаду в Бресті. Останні роки жив у Варшаві, працював далекобійником. У 2020 року приїжджав у Мінськ на протести проти фальсифікації виборів. Нагороджений медаллю «За бойові заслуги» (посмертно). | 24 березня 2022            | Отримав поранення внаслідок обстрілу позицій з російської БМП-3 у запеклому бою поблизу Ірпеня в передмісті Києва. Був терміново евакуйований до шпиталю, проте медики не змогли врятувати його життя. |
| 16  | Каричак Віктор Ярославович        | народився 6 жовтня 2003 року в місті Мукачевому на Закарпатті. З початком повномасштабного військового вторгнення РФ в Україну, був призваний до лав Збройних Сил України. Обіймав військову посаду номера обслуги механізованого відділення, механізованого взводу, механізованої роти, механізованого батальйону 14-ї окремої механізованої бригади імені князя Романа Великого. Загинув Віктор Каричак 25 березня 2022 року. | 25 березня 2022            | (18 років) (у ході російського вторгнення в Україну) |
| 17  | Гобержишвілі Давид                | 47 років, м. Сухумі Грузія. Боєць добровольчого батальйону «ОДЧ Карпатська Січ». Майором грузинської армії (в запасі), У 1991—1993 рр. воював в Абхазії, а в 2008 р. — в Цхінвалі. | 27 березня 2022            | Загинув від мінометного обстрілу під містом Ірпінь. |
| 18  | Гасанов Ельнур                    | 12 березня 1993, Азербайджан. Позивний «Алік». Розвідник добровольчого батальйону «ОДЧ Карпатська Січ». Родина Гасанових родом із села Джаміллі Кельбаджарського району, після вірменської окупації у 1992 році була змушена переїхати до Геранбою. Командир відділення снайперів під час Другої карабаської війни. Приїхав добровольцем в Україну з перших днів повномасштабного російського вторгнення. Залишилася вагітна дружина і двоє дітей. | 27 березня 2022            | Загинув від мінометного обстрілу під час оборони м. Києва. |
| 19  | Завгородній Олексндр              | 45 років, Україна. Прожив в Ірландії 20 років. | 30 березня 2022 року       | Загинув в місті Попасна |
| 20  | Божко Андрій                      | 23 роки, Кривий Ріг, Україна. У 18 років самотужки вивчив французьку мову, поїхав до Парижу, де вступив у «Французький легіон». Відслужив там рік, а після долучився до полку «Азов». Андрій Божко нагороджений орденом «За мужність» третього ступеня (посмертно). | 3 квітня 2022              | Загинув в Маріуполі. |
| 21  | Ісмаїлів Рустам                   | Загинув ще один Азербайджан боєць азербайджанського походження Ісмаїлов Рустам, який брав участь у русі опору в Україні. Відео його похорону поширилося у соцмережах. Похорон проходив під гімн Азербайджану українською мовою. Наш співвітчизник Анар Натігоглу, який проживає в Одесі, розповів Musavat.com, що батько загиблого за Україну бійця родом із Газахського району. | 6 квітня 2022              | Він загинув на Миколаївському фронті. |
| 22  | Менабдішвілі Давид                | 47 років, Грузія. Боєць добровольчого батальйону «ОДЧ Карпатська Січ». Раніше служив в МВС Грузії. Воював на Донбасі та в Луганську у 2014 році, до цього, у 2008 році, у російсько-грузинській війні. До 2014 року працював в Управлінні спеціального призначення, був спецпризначенцем. | 9 квітня 2022              | Загинув під час артилерійського обстрілу під Харковом. |
| 23  | Шанава Ніколоз                    | 21 рік, Грузія. Боєць добровольчого батальйону «ОДЧ Карпатська Січ». Служив у грузинській армії. На початку російського вторгнення в Україну, разом з рідним братом, прибув до України і вступив до «Карпатської Січі». | 9 квітня 2022              | Загинув під час артилерійського обстрілу під Харковом.. |
| 24  | Рафаель Агаєв                     | Азербайджан виконуючи бойові завдання з оборони міста, в складі свого підрозділу Морської піхоти України” | 9 квітня 2022              | В боях за Маріуполь загинув |
| 25  | Рубашевський Дмитро               | 30 років, м. Брест, Білорусь. Позивний «Ганс». З 2016 року — мешканець смт Шкло (Львівська область). Солдат, військовослужбовець 24 ОМБр. З 2016 року воював у складі ДУК «Правий сектор». В подальшому проходив військову службу на посаді командира взводу у підрозділі Морської піхоти України. Прадід — українець. Воював з одним оком. Лауреат ордену «Народний Герой України». Залишилась дружина і дворічний син. Нагороджений орденом «За мужність» III ступеня (посмертно). | 12 квітня 2022             | Загинув в боях з агресором на Луганщині. |
| 26  | Біцадза Заза                      | 40 років, Грузія. Був учасником війни в Абхазії. Він воював в Україні з 2014 року і був кілька разів важко поранений. Учасники угруповання «Грузинські партизани». | 16 квітня 2022             | Загинув в боях з російським агресором біля міста Рубіжне. |
| 27  | Цаава Алік                        | 40 років, м. Цаленджих, Грузія. Воював у російсько-грузинській війні 2008 року, був у складі батальйону спецназівців. Учасники угруповання «Грузинські партизани». | 16 квітня 2022             | Загинув в боях з російським агресором біля міста Рубіжне. |
| 28  | Касрадзе Аркадій                  | 40 років, Грузія. Входив до групи «Грузинські партизани». Він прибув в Україну 2 березня і записався до лав добровольців. Був військовослужбовцем Збройних сил Грузії, служив у Горійському бронетанковому батальйоні, був інструктором у Національному навчальному центрі «Крцаніс», останнім часом працював у Військовій поліції. Був учасником бойових дій 2004 та 2008 років, також воював в Афганістані. | 16 квітня 2022             | Загинув в боях з російським агресором біля міста Рубіжне. |
| 29  | Південна Корея                    | Військовослужбовець ЗС України (підрозділ — не уточнено). Після російського вторгнення в Україну, добровільно долучився до ЗС України. | 23 квітня 2022             | Загинув в боях з російськими окупантами (місце — не уточнено) |
| 30  | Курпасі Грейді                    | 50 років, Південна Корея. Усиновлений американською сімєю. Служив в морській піхоті США 20 років, капітан. В листопаді 2021 року пішов на пенсію. Мав нагороду «Пурпурове серце». З березня 2022 року воював в Україні на херсонському напрямі. | 23 квітня 2022             | Загинув на херсонському напрямі, обставини невідомі. Загинув від ракетних уламків, скоріш за все від РСЗВ «Град»                                                                                       |
| 31  | Кансел Вілл-Джозеф                | 22 роки, США. У 2017 року приєднався до Корпусу морської піхоти США як стрілець-піхотинець. Його нагороди свідчать про те, що він провів деякий час на морі та в Південній Кореї. Залишив військову службу після того, як 2020 року був переданий до військового суду і відбув п'ять місяців ув'язнення через те, що приніс зброю на базу. Офіцер виправної установи у штаті Теннессі. На додаток до своєї основної роботи влаштувався на роботу до приватної військової підрядної компанії та прибув воювати на боці України на платній основі. Залишилися дружина і 7-місячний син. | 25 квітня 2022             | Загинув в бою проти російських окупантів на території України, імовірно поблизу міста Миколаїв. |
| 32  | Сіблі Скотт                       | 36 років, Велика Британія. Позивний «Сібс». Військовослужбовець ЗС України (підрозділ — не уточнено). Колишній солдат Дивізіону матеріально-технічного забезпечення Логістичного полку командос Королівської морської піхоти Великої Британії, служив в Іраку. Вирушив добровольцем на захист України від російського вторгнення. | 25 квітня 2022             | Орієнтовно загинув в боях за м. Миколаїв. |
| 33  | Дзюбайло Констянтин               | 34 роки, м. Могильов, Білорусь. Позивний «Дравік». Військовослужбовець 46 ОШБ «Донбас». Виріс у сім'ї військових. Воював за Україну із 2014 року. Спочатку був лавах «Правого сектора», потім підписав контракт із 54 ОМБр, пізніше з 46 ОШБ «Донбас». Декілька разів йшов з армії, але потім повертався. За кілька тижнів до смерті вийшов із блокади у Степному Донецької області. Мав подяку від президента України. | 27 квітня 2022             | Загинув наприкінці квітня в бою між Мар'їнкою та Докучаєвськом Донецької області від влучання снаряду.                                                                                                 |
| 34  | Тай Ан Во Ентоні                  | 20 липня 1996, Данія. Військовослужбовець Інтернаціонального легіону територіальної оборони України. Колишній військовослужбовець Збройних сил Данії. | 28 квітня 2022             | Загинув в боях з російськими окупантами в районі м. Миколаєва. |
| 35  | Мамедов Фуад                      | 39 років, Азейбарджан. Військовослужбовець ЗС України. | 28 квітня 2022             | Загинув в боях за місто Констянтинівка. |
| 36  | США                               | США. Позивний «Crazy Ivan».. | травень 2022               | Місце загибелі невідомо. |
| 37  | США                               | США. Позивний Ghost. | травень 2022               | Місце загибелі невідомо. |
| 38  | США                               | США. Позивний «Tiny». | травень 2022               | Місце загибелі невідомо. |
| 39  | Фогеллар Рональд                  | 55 років, Нідерланди. Солдат, військовослужбовець 1-го батальйону «Вовкодав» Інтернаціонального легіону територіальної оборони України. Нагороджений орденом «За мужність» III ступеня (посмертно). | 4 травня 2022              | Загинув в результаті поранень, які отримав при артобстрілі біля села Молодова поблизу м. Харкова. |
| 40  | Рустам Алієв                      | 26 років, Азербайджан Чоловік народився і виріс у Кривому Розі. Після закінчення школи навчався у Криворізькому професійному гірничо-технологічному ліцеї. Потім вступив у до Гірничого технікуму ДВНЗ "Криворізький національний університет", де отримав спеціальність "Шахтне та підземне будівництво". У 2014 році Рустам працевлаштувався на підприємство "Криворізький залізорудний комбінат" та працював кріпильником. З 10 травня 2018 року до 15 жовтня 2019 року проходив строкову службу у Збройних силах України. Відслуживши, він повернувся працювати на комбінат. | 5 травня 2022              | загинув під час виконання бойового завдання поблизу села Князівка, що на Херсонщині, внаслідок артилерійського обстрілу.                                                                               |
| 41  | Ігор Костюченко                   | позивний «Афганець». Відомо, що Ігор був членом Закарпатського обласного осередку Кінологічного Союзу України. У | 6 травня 2022              | Третього травня у районі Константинівки |
| 42  | Насібов Алім Махал-огли.          | 31 грудня 1989 року Азербайджан в с. Кизил Аджило Даманського району Грузія | 11 травня 2022             | Загинув мзахищав місто Маріуполь, перебуваючи на території ПрАО «Металургійний комбінат «Азовсталь».                                                                                                   |
| 43  | Шургая Раті                       | 38 років, Грузія. З першого дня війни воював в Україні. Був одруженим з громадянкою України. Про смерть повідомив посол Грузії в України. Був бійцем батальйону «Карпатська Січ», брав участь в операції зі звільнення Харкова. | 14 травня 2022             | Загинув під Ізюмом. |
| 44  | Забельські Стівен                 | 52 роки, м. Амстердам, штат Нью-Йорк, США. Військовослужбовець загону «Росомаха» Інтернаціонального легіону територіальної оборони України. До 2018 року проживав в рідному місті і закінчив середню школу Амстердама, потім переїхав в Ернандо (Флорида). Понад 30 років працював на будівництві. Ветеран профспілки трубомонтажників у північній частині штату Нью-Йорк. Служив в армії США у складі 101-ї повітрянодесантної дивізії, брав участь у війні в Перській затоці. Мав польське коріння. Залишилися дружина, п'ятеро пасинків та семеро братів і сестер. | 15 травня 2022             | Підірвався на міні в селі Дорожнянка Запорізької області. |
| 45  | Суслов Павло                      | Білорусь. Позивний «Волат». Командир роти батальйону імені Кастуся Калиновського. Багато разів був поранений, але щоразу повертався у стрій. Політичний біженець з Білорусі. | 16 травня 2022             | Був смертельно поранений у ході операції зі звільнення українського села від російської окупації. Його намагалися доставити до лікарні у критичному стані, але не встигли.                             |
| 46  | О'Ніл Майкл Чарльз                | 47 років, м. Джівстон, Тасманія, Австралія. Солдат, військовослужбовець Інтернаціонального легіону територіальної оборони України. Працював водієм вантажівки в гірничодобувній промисловості. Батько трьох дітей. Нагороджений орденом «За мужність» III ступеня (посмертно). | 25 травня 2022             | Загинув під час евакуації поранених з лінії фронту поблизу села Тернова, Харківська область. |
| 47  | Жук Роман Степанович              | азом з дружиною мали спільний мікробренд Povna banka — робили варення із карпатських ягід. Один із засновників волонтерського проєкту Chysto.de, який займався прибиранням річок, парків, водосховищ. З початком повномасштабного російського вторгнення в Україну пішов добровольцем на фронт. Розвідник артилерійського взводу | 25 травня 2022             | Загинув 26 травня 2022 року під час артилерійського обстрілу біля м. Оріхів на Запоріжчині) |
| 48  | Ільїн Юрій Миколайович            | Народився 12.04.1977 р.н. у місті Фастів Київської області. Коли був ще немовлям, сім’я Юрія переїхала до Узбекистану, однак коли йому виповнилося 14 років, родина повернувся на рідну землю. Навчався в Фастівському професійно-технічному училищі, отримав фах верстатника широкого профілю. Цікавився історією українського козацтва, але справжнім покликанням в його житті була кулінарія. Готував Юрій як досвідчений шеф-кухар. , а 2013 року брав участь в програмі “Мастер шеф” З початком військового конфлікту, 2014 року Юрій з власної ініціативи та великою вірою і впевненістю у перемозі став на захист України! Брав участь в АТО/ООС в складі Батальйону оперативного призначення імені Героя України генерал-майора Сергія Кульчицького. Після повернення з передової з 2015-2019 був приватним підприємцем в галузі буріння свердловин. Протягом двох років, з 2019, проходив службу в складі 24-та окремої механізованої бригади імені короля Данила. Після повномасштабного вторгнення Юрій Ільїн проходив службу у військовому підрозділі 30 окремої механізованої бригади імені князя Костянтина Острозького. Позивний «Узбек», але друзі казали коротко – Узі. | 27 травня 2022             | під час обстрілів та штурма ворога в районі селища Новолуганське на Донеччині. |
| 49  | Блеріо Вілфрід Раймон Леон        | 32 роки, Байо, департамент Кальвадос, Франція. Позивний «Віллі». Солдат, військовослужбовець Інтернаціонального легіону територіальної оборони України. Приєднався до ЗС України на початку березня 2022 року. Нагороджений орденом «За мужність» III ступеня (посмертно). | 1 червня 2022              | Загинув у боях з російськими окупантами на Харківському напрямку. |
| 50  | Клавіс Бьорн-Бенджамін            | Німеччина. Солдат, військовослужбовець Інтернаціонального легіону територіальної оборони України. Нагороджений орденом «За мужність» III ступеня (посмертно). | 3 червня 2022              | Загинув в боях за Україну в Харківській області. |
| 51  | Гак Бані Андре Льюіс              | 43 роки, Порту-Алегрі, Ріу-Гранді-ду-Сул, Бразилія. Солдат Інтернаціонального легіону територіальної оборони України. Відслужив в бразильській армії, після служби отримав освіту медбрата. Згодом вступив до Іноземного легіону Франції, дістав поранення 2017 року, під час проходження служби на території Республіки Кот-д'Івуар. Пізніше працював інструктором на курсі навичок виживання, водієм швидкої допомоги. Нагороджений орденом «За мужність» III ступеня (посмертно). | 3 червня (орієнтовно) 2022 | Загинув в боях з агресором в м. Сєвєродонецьк Луганській області в ході відбиття російського вторгнення в Україну.                                                                                     |
| 52  | США                               | США. Позивний «George». | 6 червня 2022              | Місце загибелі невідомо. |
| 53  | Гетлі Джордан                     | 25 років, Велика Британія. Військовослужбовець спеціального підрозділу Інтернаціонального легіону територіальної оборони України. Служив стрільцем у 3-му батальйоні піхотного полку Стрільці британської армії. У березні залишив службу у британській армії і приєднався до Інтернаціонального легіону. | 5 червня 2022              | Загинув в бою за Сєвєродонецьк. |
| 54  | Григолія Георгі                   | 40 років, м. Абаша, Грузія. Проживав в Україні в місті Миколаїв. Залишились дружина і діти. | 6 червня 2022              | Загинув в місті Бахмут в бою з російськими окупантами. Похований в Грузії. |
| 55  | Пономарьов Олег                   | 40 років, Білорусь. З 2014 року воював на сході Україні. | 7 червня 2022              | Загинув в селі Павлівка Донецька область. |
| 56  | Ледвій Тарас                      | 41 рік, Яворів, Львівська область, Україна. Полковник ГУР МО. Був командиром 3 ОПСпП. Половину свого життя віддав захисту України, ветеран воєн в Афганістані, Ічкерії та Югославії. Проходив службу у французькому та іспанському іноземних легіонах. Нагороджений 28 медалями і 32 орденами. | 9 червня 2022              | Помер в шпиталі в м. Бахмуті в результаті поранень. |
| 57  | Янік Міхал                        | 2 червня 1980, м. Тршебич, Чехія. Позивний «Яник». Стрілець 49-го стрілецького батальйону «Карпатська Січ». Волонтер, меценат. | 10 червня 2022             | Загинув у боях з російськими окупантами в Ізюмському районі, що на Харківщині. |
| 58  | Звіадурі Алуда                    | 42 роки, Грузія. Військовослужбовець чеченського батальйону у складі ЗС України (підрозділ — не уточнено). | 18 червня 2022             | Загинув біля Лисичанська, що на Луганщині. Отримав кулю у спину, коли намагався евакуювати пораненого побратима.                                                                                       |
| 59  | Адровер Мартінес Анхель           | 17.01.1991, Манакор, провінція Балеарські острови, Іспанія. Військовослужбовець ЗС України (підрозділ — не уточнено). Приїхав в березні 2022 року обороняти України від російських загарбників. | 18 червня 2022             | Імовірно загинув в Лисачанську, оскільки там знаходився іноземний легіон. |
| 60  | Дугай-Лейудек Адріан              | 20 років, Франція. Військовослужбовець Інтернаціонального легіону територіальної оборони України. 1 березня 2022 року був призваний до ЗС України. | 25 червня 2022             | Помер від отриманих поранень у польовому госпіталі в Харківській області. |
| 61  | Марчук Іван                       | 28 років, Берестя, Білорусь. Позивний «Брест». Командир батальйону «Волат» білоруського полку ім. К. Калиновського. Спочатку вчився в школі з мовним ухилом, але був переведений у школу з фізико-математичним ухилом. Далі пішов у клас загальноосвітнього ліцею також з фізико-математичним ухилом. Після закінчення школи вступив до Білоруського державного університету інформатики та радіоелектроніки на спеціальність «Інженер зв'язку», де й навчався два роки. У 19 років під час літніх канікул в університеті поїхав у Париж до Франції, де пішов на призовний пункт. Через два тижні перевірок і відбору потрапив в Французький іноземний легіон. У складі легіону провів чотири місяці підготовки, а згодом служив у бойовому полку. Учасник АТО з 2015 року. Від початку повномасштабного вторгнення долучився до створення батальйону імені Кастуся Калиновського, який згодом переріс у полк. | 26 червня 2022             | Під час бою під Лисачанськом важко поранений був. |
| 62  | Парфенков Василь                  | 30 серпня 1983, Мінськ, Білорусь. Позивний «Сябр». Білоруський громадський активіст, політв'язень Білорусі. З 2014 року — боєць батальйону «ОУН» у війні на сході України. Брав участь в акціях протесту разом з «Молодим Фронтом» і «Зубр». Затримувався міліцією і відбував адміністративні терміни в ізоляторі на Акрестіна за громадську активність. | 26 червня 2022             | Загинув в бою з російським агресором під Лисачанськом. |
| 63  | Грудовік Василь                   | 10.06.1991, Пінськ, Білорусь. Позивний «Атом». В 2020 році переїхав в Польщу як політичний біженець від режиму диктатора Лукашенка. | 26 червня 2022             | Загинув в бою зупиняючи просування ворога під Лисачанськом. |
| 64  | Гумба Астамур                     | 32 роки, м. Сухумі. Військовослужбовець 130-го батальйону територіальної оборони міста Києва. Позивний «Абхаз». Син української журналістки Наталії Іщенко. Працював у галузях консалтингу та ІТ. 24 лютого 2022 року пішов добровольцем до ЗС України, хоча не мав українського громадянства. | 28 червня 2022             | Загинув під час боїв з російськими окупантами під Харковом. |
| 65  | Таліта ду Валлі                   | 39 років. Бразильська модель та актриса, а також top-снайпер. Брала участь у гуманітарних місіях по всьому світу у війні проти ІДІЛ в Іраку; на боці України в складі іноземного легіону ЗСУ під час повномасштабного російського вторгнення в Україну. Брала участь у порятунку тварин з неурядовими організаціями. Пройшла снайперську підготовку в Пешмерзі. | 30 червня 2022             | Загинула в результаті ракетного обстрілу м. Харкова. Під час обстрілу побігла в укриття, в якому спалахнула пожежа. Вона зуміла вибратися з будівлі, охопленої вогнем, але загинула.                   |
| 66  | Бурігу Родрігес Дуглас            | 40 років, Бразилія. Військовослужбовець Інтернаціонального легіону територіальної оборони України. Протягом 4 років служив у бразильській армії. У травні записався добровольцем до української армії. У червні почав брати активну участь у бойових діях проти російських військ. | 30 червня 2022             | Загинув в результаті ракетного обстрілу м. Харкова. Кинувся, щоб врятувати Таліту до Валле в проміжку між бомбардуваннями, але теж загинув.                                                            |
| 67  | Наталії Фраушер                   | родом з Кропивницького. Працювала лікарем до початку війни у 2014 році. Після - рятувала поранених на Донеччині. За два роки до повномасштабного вторгнення РФ переїхала до Австрії, вийшла заміж, разом із чоловіком-австрійцем працювала у приватній клініці стоматологом. Також займалася волонтерством - збирала й відправляла в Україну гуманітарні й медичні вантажі. У квітні 2022 року приєдналася до медичного батальйону «Госпітальєри». | 1 липня 2022               | екіпаж автобуса "Кракен" потрапив в страшне ДТП. Зіштовхнувся з військовим КРАЗом |
| 68  | Ландес Себастян Ліонель Андре     | 9 грудня 1993, Франція. Служив у Французькій армії. Брав участь у війні в Сирії та Іраку як доброволець. Після цього поїхав до Кувейту, щоб вивчати мусульманську релігію. Знову служив у Сирії у французькій армії для французької армійської розвідки. З квітня 2022 року служив розвідником у Карпатській Січі. | 4 липня 2022               | Загинув під час виконання бойового завдання під Ізюмом. |
| 69  | Гоголь Каха                       | 47 років, Грузія. Військовослужбовець ЗС України (підрозділ — не уточнено). Ветеран Війни в Абхазії (1992—1993 рр.). Приїхав до України з Поті через 15 днів після початку повномасштабного вторгнення Росії. | 10 липня 2022              | Загинув зранку від російського авіаудару на Луганщині. |
| 70  | Урі Пол                           | 45 років. Громадянин Британії з початком повномасштабного вторгнення, приїхав допомогати Україні в відстоюванні територіальної цілісності та незалежності. Відставний військовий, волонтер. 25 квітня 2022 року потрапив в полон на блок-посту в Запорізькій області. | 10 липня 2022              | Помер в СІЗО м. Донецьк. За заявою так званого омбутсмена квазідердавного ДНР помер внаслідок хвороби. Британські слідчі ведуть розслідування.                                                         |
| 71  | Ізраїль Олександра Халіфа         | народився 9 липня 1987 року в Бердичеві, закінчив загальноосвітню та художню школи. Потім він навчався у Житомирському коледжі будівництва, архітектури та дизайну, де здобув освіту архітектора, і в Одеській державній академії будівництва та архітектури за спеціальністю «Міське будівництво і господарство». Працюючи за фахом, чоловік втілив не один проєкт інтер’єрів житлових, торгових та офісних будівель у Бердичеві, Житомирі та Києві. Упродовж чотирьох років Олександр із дружиною мешкали в Ізраїлі. Там він займався дизайном будинків та намалював фреску. У той період саме розпочалася війна на сході України, й Олександр хотів повернутися додому, стати на захист батьківщини. Мама тоді ледь стримала його. |                            | Загинув бою в селі Григорівка Бахмутського району Донецької області. |
| 72  | Маркес Рамос Крістіан Каміло      | 32 роки, Колумбія. Колишній солдат силових структур Колумбії. Позивний «Колумбія». В квітні 2022 році вступив в батальйон Карпатська Січ. Про загибель повідомили бойові побратими | 17 липня 2022              | Загинув під Харковом. |
| 73  | Валєнтек Томаш Себастьян          | 18 листопада 1985, Польща. Чемпіон з ММА в другому чемпіонаті ММА в Польщі 2021 що проходив в Глевіці, Польща. Спочатку служив в Інтернаціональному легіоні територіальної оборони України, потім приєднався до «Карпатської Січі» | 17 липня 2022              | Загинув на Ізюмщині. |
| 74  | Гуламов Абдулкарім Курбаналійович | 26 липня 1987 року Азербайджан в місті Берекет, Туркменістан. Етнічний азербайджанець | 17 липня 2022              | с. Зарічне, Херсонська область (підрив на міні) |
| 75  | Патріньяні Едвард Селандер        | 28 років, Швеція. Військовослужбовець ЗСУ. Служив в Уппсальському авіакрилі Повітряних сил Швеції у званні лейтенанта, але звільнився і за пару місяців до смерті поїхав захищати Україну. Лейтенант запасу ВПС Швеції. Економіст та філософ за цивільною освітою. Займався питанням набору шведських добровольців в Україні. Служив в бригаді особливого призначення ЗСУ імені Івана Богуна. | 18 липня 2022              | Загинув в 8:30 на Донбасі в районі Сіверська, намагаючись врятувати Луцишина. |
| 76  | Луцишин Люк Мітчелл               | 1991, США. Американець українського походження. Працював поліцейським у США. Боєць іноземного легіону. Залишились донька і син. Позивний «Скайвокер». Його бабуся емігрувала з України до США. Служив в бригаді особливого призначення ЗСУ імені Івана Богуна. | 18 липня 2022              | Загинув внаслідок танкової атаки на Донбасі. |
| 77  | Янг Брайан Кейт                   | 1971, США. Позивний «Рагнар». Колишній військовий США. В 2017 році проживав в Грузії. В 1988 (?) році вступив в ЗС США. У військовій місії отримав травму і був відправлений у резерв. З березня 2022 року воював в Україні в інтернаціональній роті в бригаді особливого призначення ЗСУ імені Івана Богуна. | 18 липня 2022              | Загинув в 8:30 на Донбасі в районі Сіверська. |
| 78  | Руа-Сіруа Еміль-Антуан            | 1991, Канада. Був парамедиком. Позивний «Бобер». Служив в Французькому іноземному легіоні. Приїхав в кінці лютого 2022 року в Україну в ході повномасштабного вторгнення Росії в Україні. Підписав контракт з бригадою особливого призначення ЗСУ імені Івана Богуна. | 18 липня 2022              | Загинув в 8:30 на Донбасі в районі Сіверська. |
| 79  | Барасета Хайме Муньойс            | 38 років, район Кеннеді, Жірардо, Колумбія. Будівельник за професією. Вступив в Інтернаціональний легіон України на початку липня 2022 року. Залишились дружина і двоє дітей. | 27 липня 2022              | Підірвався на міні в Харківській області. |
| 80  | Білорусь                          | Білорусь. Військовослужбовець батальйону «Волат» білоруського полку ім. К. Калиновського. | 28 липня 2022              | Загинув під час звільнення села на Донбасі. |
| 81  | Ігнатеско Дмитро                  | 45 років, Чернівецька область, Україна. Етнічний молдованин. Проходив строкову військову службу у десантних військах в м. Болграді на Одещині. У віці 23 років, переїхав до Італії, де протягом 18 років пропрацював садівником. Через два роки вивіз до Італії і свою сім'ю. 25 лютого 2022 року приїхав в Україні і вступив в лави ЗСУ. Воював на першій лінії фронту, старший сержант, мав позивний «Італієць». Має орден «За мужність» III ступеня. | 11 серпня 2022             | Загинув в результаті потрапляння ворожої міни в окоп. |
| 80  | Помогайба Дмитро                  | 36 років, Росія. У 2021 році відмовився від російського громадянства. | 11 серпня 2022             | Загинув в окопі внаслідок танкового обстрілу. |
| 81  | Вірменія Карен Хачатрян           | Вірманія | 12 серпня 2022             | Місце загибелі невідоме |
| 82  | Бердія Джохадзе                   | 43 роки, Грузія. Прожив в Україні 15 років. Мав українське і грузинське громадянство. | 12 серпня 2022             | Помер внаслідок ускладнень викликаних застосуванням російськими окупантами хімічної зброї під час воєнних дій в Херсонській області.                                                                   |
| 83  | Агаларов Ельшад Агалар оглу.      | Азербайджан входить уродженець Зангіланського району, солдат «Грузинського легіону» в Україні | 16 серпня 2022             | Він загинув під час боїв у напрямку Донецької області |
| 84  | Абелен Домінік Брайс              | 28 років, Нова Зеландія. Військовослужбовець Інтернаціонального легіону України. Служив капралому у батальйоні 2/1 королівського піхотного полку в місті Бернемі. 10 років відав служби в новозеландській армії. Пішов в неоплачувану відпустку і приєднався до ЗСУ. | 23 серпня 2022             | Загинув перед світанком під час штурму ворожих позицій на сході Україні. |
| 85  | Джонс Джошуа Алан                 | 31 березня 1998, Теннессі, США. Солдат, військовослужбовець Інтернаціонального легіону. | 23 серпня 2022             | Загинув разом з Домініком Брайсом від поранень що отримав під час штурму від ворожих шансів на сході України.                                                                                          |
| 86  | Домінік Абелен                    | 28 років, боєць Міжнародного Легіону ГУР МО, служив в 2-му/1-му батальйоні Королівського новозеландського піхотного полку, який базувався в Бернемі. Коли почала війни в Україні Домінік вирішив поділитись своїм досвідом, який здобув за 9 років в армії. Відтак приєднався до лав Іноземного легіону, де отримав позивний "Толкієн". | 23 серпня 2022             | Загинув під Вугледаром |
| 87  | Макінтош Крейг Стенлі             | 48 років, Тетфорд, Велика Британія. Служив з 16 до 23 років в Британській армії. За професією садівник. Військовий медик ЗСУ. Воював з березня по квітень та в серпні вернувся на службу. Позивний Пайкі. | 24 серпня 2022             | Смертельно поранений в шию в Ізюмському районі. |
| 88  | Данахай Вільям Джед               | 27 років, Нананго, Австралія. Займався мисливством, жив в диких умовах. В ЗСУ займався ремонтом машин, був медиком. Воював в лавах Карпатської Січі. | 24 серпня 2022             | Загинув в Шервудському лісі в Ізюмському районі. |
| 89  | Гусейнов Саїд Васіф Оглу          | 26 років, Азербайджан. Військовослужбовець Грузинського національного легіону. Добровільно приєднався до ЗС України. | 26 серпня 2022             | Загинув в боях з російськими окупантами на Миколаївському напрямку. |
| 90  | Фіалка Дмитро                     | 21 червня 1983, Ізраїль. Репатріант з українських євреїв в Ізраїль. Служив в бригаді Нахаль в Ізраїлі. Пройшов Другу Ліванську війну. Працював «ФК Львів» U-16. Воював в другому батальйоні ДУК Правий сектор. | 1 вересня 2022             | Загинув в боях за Бахмут. |
| 91  | «Тед»                             | Білорусь. Позивний «Тед». Водій Батальйон «Терор». | 5 вересня 2022             | Їхній автомобіль наїхав на міну лівим колесом, він був водієм. |
| 92  | Петровичев Сергій                 | 9 квітня 1987, Уляновськ, Росія. Служив в збройних силах Росії. В 2014 році переїхав в Україну. Боєць добровольчого батальйону «ОУН». Воював з 2014 року по 2015, під час повномасштабного вторгнення вернувся до лав батальйону «ОУН». Працював програмістом, залишалась дружина. | 6 вересня 2022             | Загинув у боях на Ізюмському напрямі. |
| 93  | Сімонова Ольга                    | 1984, Челябінськ, Росія. Позивний «Сімба». На початку 2015 року в Україні спершу потрапила у добровольчий підрозділ парамедиків. У 2017 вона стала першим контрактником ЗСУ — іноземцем, який отримав паспорт громадянина Україні. Після повномасштабного вторгнення відмовилась від російського громадянства. Воювала в 24 механізованій бригаді ЗСУ імені Короля Данила. Нагороджена Медаль «Захиснику Вітчизни» (17 червня 2022). | 13 вересня 2022            | Загинула в результаті підриву машини на вибуховому пристрої на Херсонському напрямку. |
| 94  | Фабіянич Андро                    | 29 років, Загреб, Хорватія. Працював у медичній службі міста Дніпра. Займався доставкою медикаментів солдатам ЗСУ. | 13 вересня 2022            | Підірвався на протитанковій міні. |
| 95  | Яцуник Віктор Васильович          | 44 роки, Верняки, України. Громадянин Великої Британії. Мешкав у графстві Оксфордшир, був резервістом Британських Збройних Сил з 2018 року. Служив у британській армії, працював за контрактом на Кіпрі. З 2014 року допомагав збирати гроші та спорядження для солдатів ЗСУ. Коли ж сталося повномасштабне вторгнення, залишив родину й службу в армії Великої Британії та повернувся захищати Україну. Був командиром підрозділу з евакуації поранених, тренував українських солдатів. Звільняв від окупації місто Ізюм. Позивний Британець. | 17 вересня 2022            | Підірвався на міні в Сумській області. |
| 96  | Галлі Беджамін Джорджо            | 27 років, Італія. Піданний на його величності короля Віллема-Олександра Нідерланди. Громадянин Нідерландів. Військовослужбовець ЗСУ України. | 18 вересня 2022            | Помер в лікарні через 6 днів після поранення на Харківському напрямі. |
| 97  | Брах Євген Олександрович          | 26 років, Селещина, Полтавщина, Україна. В 19 років кинув університет і вступив до лав Французького іноземного легіону, де відслужив 5 років. Будучи легіонером, брав участь у військових відрядженнях до Абу-Дабі, Малі (Африка) та Французької Гвіани (Південна Америка). Після військової служби залишився у Франції, працював особистим охоронцем на Лазурному узбережжі, і отримав громадянство. Після повномасштабного вторгнення Євгеній кинув роботу і повернувся в Україну. Спочатку служив у добровольчому батальйоні, а потім у складі Сил спеціальних операцій. | 21 вересня 2022            | Місце загибелі невідоме. |
| 98  | Бенджамін Джорджіо Галлі          | складі Інтернаціонального легіону оборони України проти російської армії. У Facebook-профілі хлопця, який фігурує у формі та зі зброєю в руках, є співчуття рідним і повідомлення, в якому його називають « героєм України ». «Найкращий дядько в світі, я сумую за тобою», – написала сестра Анна у Facebook, приймаючи співчуття. «Я люблю тебе, ти завжди будеш у моїх думках, твоя посмішка буде в моїх молитвах, брат Бене, герой України», — написав один із його товаришів англійською. Виріс у провінції Варезе, Галлі переїхав до Нідерландів, де також отримав громадянство. З весни минулого року він перебував в Україні, призваний до трьох лав Київської армії : він також опублікував у своєму профілі кілька фотографій у формі. | 20 вересня 2022            | загинув під час бою в |
| 99  | Тряско Маряна                     | 37 років, Івано-Франківщина, Україна. Позивний Квітка. 14 років проживала і працювала в Італії, а також мала там сім'ю. Військовий медик. | 26 вересня 2022            | Загинула в Запорізькій області. |
| 100 | Смелков Андрій                    | 42 роки, Поташ, Черкаська область, Україна. Понад 20 років проживав в Італії. 28 березня 2022 року він був призваний по мобілізації. Був навідником у одній із військових частин, адже мав досвід служби у Силах Протиповітряної оборони. | 26 вересня 2022            | Загинув через ворожі міномети та танки у Павлівці на Донеччині. |
| 101 | Вещевайлов Олексій                | 18 січня 1991, м. Гомель, Білорусь. Солдат, кулеметник білоруського полку «Погоня» Інтернаціонального легіону територіальної оборони України. У рідному місці навчався та працював електрозварювальником. Після Революції гідності став на захист України, вступивши до добровольчого батальйону ОУН. В складі батальйону деякий час проходив службу на посаді стрільця в зоні проведення АТО в с. Піски Ясинуватського району Донецької області. Потім вступив на службу за контрактом до 72 ОМБр., де був кулеметником та захищав авдіївську «промку» і шахту «Бутовку» та в інших гарячих точках.. | 27 вересня 2022            | Загинув на Бахмутському напрямку у Донецькій області. |
| 102 | Рорі Мейсон                       | 23 роки, Данбойн Міт, Ірландія. Після початку повномасштабного вторгнення Росії приєднався до Інтернаціонального легіону. Військовослужбовець Інтернаціонального легіону територіальної оборони України. | 28 вересня 2022            | Потрапив під обстріл на харківському напрямі. |
| 103 | Білорусь                          | Білорусь. Військовослужбовець білоруського полку ім. К. Калиновського. | 3 жовтня 2022              | Загинув під час штурмової операції. |
| 104 | Монро Стівен Кіт                  | 33 роки, США. Військовослужбовець Інтернаціонального легіону територіальної оборони України | 3 жовтня 2022              | Помер в Харківському госпіталі. |
| 105 | Ким Пол                           | 34 роки, Х'юстон, США. Позивний «Кіло», 12 років свого життя він присвятив роботі в армії Сполучених Штатів, зокрема, служив у 82-й повітряно-десантній дивізії, у контингенті військ в Іраку. До Інтернаціонального легіону «Кіло» вступив у серпні 2022. | 5 жовтня 2022              | Загинув на Миколаївському напрямі. |
| 106 | Боркесу Хорхе Леонардо            | 42 роки, Сантьяго-Апостол, Колумбія. Воював в лавах батальйон «Карпатська Січ», кавалер ордену «За мужність» ІІІ ступеня . | 6 жовтня 2022              | Помер в госпіталі через поранення в ході Лиманського наступу . |
| 107 | Кварацхелія Едішер                | 44 роки, Грузія. Учасник російсько-грузинської війни 2008 р. Приїхав в Україну в травні 2014 року. Був військовослужбовець 25-ї окремої мотострілецької дивізії ЗСУ «КИЇВСЬКА РУСЬ», військовий інженер, мінний загороджувач. Учасник АТО 2014—2018. | 10 жовтня 2022             | Загинув в поблизу міста Бахмут. |
| 108 | Партридж Дейн                     | 1988, Німеччинна. Військовослужбовець Інтернаціонального легіону територіальної оборони України. В Іраку служив 15 місяців — з 2007 по 2009 рік. У 2012 року звільнився з війська в званні рядового першого класу. 27 квітня 2022 року перетнув польсько-український кордон і став до лав Інтернаціонального легіону. Залишилися дружина та п'ятеро дітей — віком від 2 до 15 років. | 11 жовтня 2022             | 3 жовтня отримав важкі поранення на Луганщині. Перебував на лікуванні у київському військовому клінічному госпіталі, але 11 жовтня помер від отриманих поранень.                                       |
| 109 | Мамедов Руслан Гусейн             | Загинув ще один боєць української армії азербайджанського походження. Інформацію про це розповсюдила Об'єднана діаспора азербайджанців України. | 11 жовтня 2022             | загинув у напрямку Херсона. |
| 110 | Ернест Мачарашвілі                | Ернест народився в 1979 році в місті Ровеньки Луганської області. Його батько Бондо Мачарашвілі в 1977 році переїхав з Грузії в Україну і там одружився. У пари було 12 дітей. | 13 жовтня 2022             | в Херсонському районі під час бойових дій з російською армією загинув |
| 111 | Шавальський Міхась                | 22 січня 2001, Гродно, Білорусь. З самого початку повномасштабного вторгнення долучився до полку Кастуся Калиновського, був парамедиком. Позивний «Юнгер». | 14 жовтня 2022             | Загинув на Херсонщині. |
| 112 | Калимбаєв Радж                    | 48 років, Алтинський район, Казахстан. Після завершення навчання проходив військову службу у Республіці Таджикистан. Згодом вступив до складу Збройних сил України, обіймав посаду командира 3-го розвідувального відділення 80-ї окремої десантно-штурмової бригади Збройних сил України. У 2018 році брав участь у АТО. Із початком повномасштабного вторгнення захищав Україну у складі 115-ї окремої механізованої бригади Збройних сил України. У червні 2022 року за особисту відвагу був нагороджений нагрудним знаком «За зразкову службу». | 18 жовтня 2022             | Загинув в бою з російськими окупантами. |
| 113 | Вахід Азізов                      | Вахід Азім огли Азізов народився у 1966 році. Сім’я Вахіда родом із міста Закатали Республіки Азербайджан. Вже багато років родина мешкала у Кривому Розі. | 18 жовтня 2022             | загинув у боях намінометного обстрілу на Луганському напрямку. |
| 114 | «Абдулла»                         | Боєць добровольчого підрозділу «Санти». Учасник російсько-чеченської війни. Деякий час мешкав в Росії та Білорусі. До 24 лютого 2022 року мешкав та працював в Україні. Після початку повномасштабного вторгнення Росії воював у складі доброольчого батальйону «Братство». Згодом приїхав у селище Піски та приєднався до добровольчого підрозділу «Санти». | 20 жовтня 2022             | Загинув в боях з російськими окупантами. |
| 115 | Рашад Оруджев                     | військовослужбовець Рашад Оруджев підписав контрактну службу у 2011 році. Був учасником АТО/ООС, розповідає батько загиблого Алігулу Оруджев: "Іловайськ пройшов, вони були два брати тут, на розвідці. Ну а потім він мені каже, що йому було мало, він казав, що йому треба більше страху, він дуже хотів воювати, побачити перемогу, в нього було планів багато". Голова конгресу Азербайджанців України у Хмельницькій області Джейхун Гасимов говорить: "Рашад Оруджев загинув за Батьківщину, він не один, у нього рідний брат також військовий. І десятки азербайджанців, які являються громадянами України воюють там, на гарячих точках. І дуже багато наших земляків зараз там волонтерять. Ми захоплюємось такими героями, які захищають". | 24 жовтня 2022             | загинув в Херсонській області. |
| 116 | Капланішвілі Міхаїл               | 46 років, Грузія. Військовослужбовець ЗС України. Вирушив в Україну невдовзі після початку повномасштабного російського вторгнення і з березня воював на боці ЗС України, як доброволець. | 21 жовтня 2022             | Загинув внаслідок ракетного удару в Луганській області. |
| 117 | Міхель Геннадій                   | 49 років, Черкаси, Україна. В Україні мав посвідку на проживання, громадянин Ізраїлю. Мав звання капітана, був заступником командира окремого стрілецького батальйону з тилу. | 28 жовтня 2022             | Підірвався на міні на Харківщині. |
| 118 | Гагнідзе Гурген                   | 40 років, Грузія. Командир взводу, військовослужбовець 25 ОПДБр. | 30 жовтня 2022             | Загинув під час контактного бою під Бахмутом. |
| 119 | Нахід Ібішов                      | Нахід Ібішов народився в Азербайджані. Ще коли він був маленьким, батьки переїхали до України через війну. Після школи чоловік вирішив стати юристом, а далі він пішов до армії. Пізніше Нахід працював у суді та прокуратурі, служив прикордонником. Під час повномасштабного вторгнення дніпрянин брав участь у бойових діях добровольцем. Він служив командиром взводу. Нахід Ібішов тримав оборону на Криворіжжі, а також бив ворога на Херсонщині. | 1 листопада 2022           | Під ворожим вогнем на фронті загинув |
| 120 | Сахелашвілі Леван                 | 38 років, Грузія. До 2012 року служив у збройних силах Грузії та був артилеристом 4-ї піхотної бригади. Воював у російсько-грузинській війні 2008 року. Брав участь у шиндських боях. Служив у 25-й повітряно-десантній бригаді ЗСУ. | 2 листопада 2022           | Загинув біля Бахмута. |
| 121 | Цзен Шенгуан                      | 12 вересня 1997, Республіка Китай. Позивний «Ценг» Tseng Sheng-Kung (曾聖光). Військовослужбовець 49-го стрілецького батальйону «Карпатська Січ». З 2017 по 2021 рр. проходив військову службу в Збройних силах Китайської Республіки. Військова спеціальність — піхотинець. Після початку повномасштабного вторгнення Росії приєднався до захисників України. На початку вересня 2022 року перевівся з іншого військового підрозділу до «Карпатської Січі». Залишилася дружина. | 4 листопада 2022           | Був поранений і помер від втрати крові під час бою з російськими окупантами в місті Кремінна у Луганській області.                                                                                     |
| 122 | Кузьмін Тарас Леонідович          | 41 рік, м. Одеса, СРСР (зараз Україна). Переїхав в Аргентину в 20 років, і прожив там 21 рік, в березні 2022 р. повернувся в Україну разом з братом Назаром і вступив до батальону «Карпатська Січ», сержант | 4 листопада 2022           | Загинув в бою на Лиманському напрямі (с. Терни) |
| 123 | Кьелдал Тревор                    | 40 років, Квінсленд, Австралія. Позивний «Ніндзя». Після початку вторгнення росіян в Україну до лав ЗСУ. Залишились дружина та донька. | 5 листопада 2022           | Загинув на Донецькому напрямі. |
| 124 | Ґреґґ Скайлер Джеймс              | 23 роки, Вашинтгтон, США. Військовослужбовець приєднався до складу Інтернаціонального легіону територіальної оборони у квітні 2022 року. Був кулеметником. | 5 листопада 2022           | Потрапив під артобстріл в Харківській області |
| 125 | Саймон Лінгард                    | 24 роки, Велика Британія. Грейт-Харвуд Ланкашир Велика Британія. Військовослужбовець ЗС України (підрозділ — не уточнено). Проходив службу у британській армії в 2-му парашутному батальйоні на посаді кулеметника. Після цього перевівся у Групу підтримки спецпризначенців і мав декілька відряджень до Афганістану. В лютому 2022 року вирушив захищати Україну. | 7 листопада 2022           | Загинув в бою. |
| 126 | Гріффін Тімоті                    | Нью-Йорк, США. Позивний «Mockingjay». Військовослужбовець Інтернаціонального легіону територіальної оборони України. | 7 листопада 2022           | Загинув на Харківському напрямі. |
| 127 | Білорусь                          | Білорусь. | 7 листопада 2022           | Загинув в бою. |
| 128 | Резніков Андрій                   | 40 років, Львів, Україна. Громадянин Ізраїлю. У 1999 році проходив військову службу у лавах Армії оборони Ізраїлю (ЦАХАЛ). Воював у складі 125-ї окремої бригади територіальної оборони Збройних сил України. | 7 листопада 2022           | Загинув на сході Україні. |
| 129 | Трент Дейвіс                      | 21 рік, Канзас, США. Воював в лавах Інтернаціонального легіону. | 8 листопада 2022           | Загинув під час першого завдання з Міжнародним легіоном Збройних сил України біля Херсона. |
| 130 | Канзафаров Сабір                  | 33 роки, Айзербджан. Боєць Ірпінської територіальної оборони. | 8 листопада 2022           | Загинув на Бахмутському напрямі. |
| 131 | Хильдебранд Джозеф                | 33 роки, м. Герберт (Саскачеван) Канада. Військовослужбовець Інтернаціонального легіону територіальної оборони України. Служив в канадській армії та відбув два відрядження в Афганістані. Залишилися співмешканка, її 13-річна донька, троє братів та матір. | 9 листопада 2022           | Загинув на Бахмутському напрямі. |
| 132 | Фукуяма Шуто                      | 20 років, Японія. Позивний (Японською «(ドブレ») «Добре» | 9 листопада 2022           | Місце загибелі невідоме. |
| 133 | Барщик Олег                       | 1985. До 2005 року проживав у Бориславі, а у 2005 році виїхав з родиною до Казахстану. Після початку повномасштабного вторгнення Росії на українські землі він повернувся в Україну та став на захист рідної землі. Олег Барщик служив у добровольчому батальйоні «Карпатська Січ». | 14 листопада 2022          | Причину смерті встановлюють. |
| 134 | Штибер Даніель                    | 35 років, Польща. Боєць Іноземного легіону. Даніель мав хорошу освіту і багато зацікавлень, а найбільше з дитячих років йому подобалася військова справа. Закінчив три факультети: міжнародних відносин, управління нерухомістю та кримінальної психології. Був медичним рятувальником, займався парашутним спортом, дайвінгом і високогірним альпінізмом, мав ліцензію пілота дронів. Був також інструктором із виживання, спортивної та бойової стрільби. В Україну прибув від початку російського вторгнення, як волонтер. Згодом приєднався до розвідувального відділу спецслужб України. Разом із ним загинув сапер підрозділу, націоналість не розголошувалась. | 25 листопада 2022          | Загинув у Бахмуті. |
| 135 | Роберт Гнездинські                | Польща. Сапер Інтернаціонального легіону. | 27 листопада 2022          | Обставини смерті невідомі. |
| 136 | Іванов Олексій                    | Білорусь. | грудня 2022                | Місце загибелі невідоме |
| 137 | Хоперія Джамбулат                 | 25 років, Грузія. Пішов воювати в Україну в перші дні війни, 27 лютого. Разом зі своїми побратимами він боронив від окупантів міста Київ, Харків, Бахмут. | 1 грудня 2022              | Помер від ускладнень, викликаних хімічним отруєнням, отриманим під час бойових дій. |
| 138 | Руруа Авто                        | 41 рік, Грузія. Військовослужбовець 57 ОМПБ. В березні став на захист України від російського вторгнення. | 3 грудня 2022              | Загинув в 10-годинному бою, потрапивши в оточення під Бахмутом, що в Донецькій області. |
| 139 | Кварацхелія Роланд                | 49 років, Грузія. Він також воював у російсько-грузинській війні 2008 році. Військовослужбовець 57 ОМПБ. В березні став на захист України від російського вторгнення. | 3 грудня 2022              | Загинув в 10-годинному бою, потрапивши в оточення під Бахмутом, що в Донецькій області. |
| 140 | Пічхая Ромео                      | 55 років, Грузія. Воював в Абхазії. Військовослужбовець 57 ОМПБ. В березні став на захист України від російського вторгнення. | 3 грудня 2022              | Загинув в 10-годинному бою, потрапивши в оточення під Бахмутом, що в Донецькій області. |
| 141 | Аладашвілі Мераб                  | 45 років, Грузія. Військовослужбовець 57 ОМПБ. В березні став на захист України від російського вторгнення. | 3 грудня 2022              | Загинув в 10-годинному бою, потрапивши в оточення під Бахмутом, що в Донецькій області. |
| 142 | Маркелія Бадрі                    | 46 років, Грузія. Військовослужбовець 57 ОМПБ. В березні став на захист України від російського вторгнення. | 3 грудня 2022              | Загинув в 10-годинному бою, потрапивши в оточення під Бахмутом, що в Донецькій області. |
| 143 | Надиров Зія                       | 40 років, Баку, Азербайджан. Військову підготовку й службу проходив з січня 2000 року. Був снайпером особистої охорони азербайджанського президента Гейдара Алієва. В Україну потрапив у 2009-му, коли разом з другом намагався відкрити столярний бізнес. До початку повномасштабного вторгнення чоловік працював у компанії «Ланет». 24 лютого 2022 року, вступив у тероборону. Брав участь у бойових діях в районі Чорнобиля на посаді розвідника-штурмовика у складі 112-ї окремої бригади територіальної оборони. Згодом підрозділ відправили на Херсонський напрямок. | 3 грудня 2022              | Загинув під час виконання бойового завдання в Бериславському районі на Херсонщині. |
| 144 | Шеремета Януш                     | 31 рік, м. Динів Польща. Молодший сержант, командир взводу 2-ї бригади Інтернаціонального легіону територіальної оборони України. З дитинства захоплювався історією України й українським козацтвом. 2014 року приїхав до України та проходив вишкіл у запорізьких козаків. Згодом переїхав у Брайтон (Велика Британія), де працював таксистом, але після того знову повернувся в Україну. Прийняв православ'я, опанував мистецтво бою козацькою шаблею та верхову їзду. В березні 2022 року став на захист України. Під час бойових дій двічі виносив на собі поранених побратимів під час артилерійського вогню. | 4 грудня 2022              | Загинув під Бахмутом. |
| 145 | Тіфель Лукаш Кшиштоф              | 33 роки, Ченстохова Польща. Прибув 26 квітня 2022 року в Україну. Тривалий час мешкав у Рівному, тренував бійців територіальної оборони, зокрема, навчав їх тактиці та прийомам екстремального виживання. Військовослужбовець Інтернаціонального легіону територіальної оборони України. | 4 грудня 2022              | Загинув під Бахмутом. |
| 146 | Авдєєнко Олексій                  | Білорусь. Військовослужбовець ЗС України (підрозділ — не уточнено). З 2016 року жив в Україні, став добровольцем тактичної групи «Білорусь» і швидко уклав контракт із ЗС України. Брав участь у бойових діях на Донбасі під час Операції об'єднаних сил. З перших днів повномасштабного вторгнення брав участь в обороні України. | 4 грудня 2022              | Загинув в боях з окупантами під Бахмутом. |
| 147 | Хайтауер Клейтон                  | 30 років США. Камайє, штат Айдахо. Закінчив середню школу Кларкстона. в 2014 вступив на службу до Армії США. В 2017 звільнений по стану здоров'я. В березні 2022 приєднався до Інтернаціонального Легіону України. залишились брати та дівчина. | 4 грудня 2022              | Загинув у бою |
| 148 | Каліф Гордон Чарльз               | США. Воював в батальйоні Братство. | 6 грудня 2022              | Загинув за незясованих обставин. |
| 149 | Руслан Байрамов                   | уродженець села Талавері Болніського району Грузії, населеного переважно азербайджанцями. | 7 грудня 2022              | Він поліг у боях за село Тернові Поди Миколаївської області |
| 150 | Міровіч Ніколо                    | 20 років, Швеція. Парамедик добровольчого медичного батальйону «Госпітальєри». | 8 грудня 2022 (орієнтовно) | Загинув в ДТП, машина медиків зіштовхнулась із бойовою машиною, поблизу м. Бахмут, під час евакуації поранених.                                                                                        |
| 151 | Картвелишвили Серго               | 34 роки, Грузія. Служив у Силах оборони Грузії. Двічі був в Афганістані, де брав участь у міжнародній місії НАТО в Ісламській Республіці Афганістан. Брав участь у миротворчій місії НАТО в Косово та воював у російсько-грузинській війні 2008 року. Він виїхав зі Словенії в Україну влітку 2022 року. | 13 грудня 2022             | Загинув в боях біля Бахмута. |
| 152 | Тевторадзе Михаїл                 | 45 років, Грузія. Брав участь у війні в Абхазії. | 13 грудня 2022             | Загинув в боях біля Бахмута. |
| 153 | Снєгуровські Олександр            | Лос-Анджелос, Каліфорнія, США. | 20 грудня 2022             | Загинув в боях біля Бахмута |
| 154 | О'Доннелл Сейдж                   | 24 роки, Вікторія, Австралія. Служив в ЗС Австралії 2015—2021 | 21 грудня 2022             | Загинув у селі Новомикольське на Сватівському напрямку Луганської області. |
| 155 | Дубовік Олександр                 | 34 роки, Дніпро, Україна. Після початку повномасштабного вторгнення, він, як і багато інших, повернувся в Україну. Позивний Партизан. | 23 грудня 2022             | Загинув в боях біля Бахмута. |
| 156 | Михайло                           | Росія. Боєць Російського добровольчого корпусу. Позивний Алтай. | 30 грудня 2022             | Загинув від численних осколкових поранень прикриваючи свою групу при відході у ролі замикаючого під час виходу в тил ворога.                                                                           |
| 157 | Шенкін Джонатан                   | 45 років, Глазго, Велика Британія. Воював в Іраку 2005—2009 та 2015—2017, в Афганістані 2010—2014 та Сомалі 2019—2020. У 2009 році допоміг врятувати американського громадянина, якого взяли в заручники на Західному березі річки Йордану. Ветеран ЦАХАЛУ, отримав медаль «За бойову доблесть». | 31 грудня 2022             | Загинув за незясованих обставин. |